# Podocarpus transiens
Podocarpus transiens — вид хвойних рослин родини подокарпових.

## Поширення, екологія
Країни поширення: Бразилія (Баїя, Гояс, Мінас Жерайс, Парана, Санта-Катаріна). Цей вид є рідкісним компонентом гірських лісових залишків оточених «скелястими луками». Ближче до берега Атлантичного океану, і на півдні свого ареалу вид був знайдений в залишках Атлантичних дощових лісів. Висотний діапазон цього виду, на основі даних про гербарійні зразки, є 1000–1780 метрів над рівнем моря. Може бути пов'язаний з Podocarpus lambertii.

## Використання
Комерційне використання не зафіксовано для цього невеликого дерева. Використовується локально для стовпів огорожі і більш широко на дрова. Не відомий у вирощуванні.

## Загрози та охорона
Вирубка лісів, вогонь і випас домашніх тварин є головними загрозами. Вид записаний у ісп. Chapada dos Veadeiros National Park і ісп. Emas National Park.